# Alma De Groen
Pour les articles homonymes, voir Groen (homonymie).
Œuvres principales
- The Rivers of China
- The Woman in the Window
- The Girl Who Saw Everything

Alma De Groen est une dramaturge et scénariste féministe australienne, née en Nouvelle-Zélande le 5 septembre 1941.

## Biographie

### Enfance en Nouvelle-Zélande
Alma Margaret Mathers, née à Manawatu, grandit à Mangakino, petite ville fondée autour de l'activité d'une centrale hydroélectrique dans l'Île du Nord de la Nouvelle-Zélande. Son premier contact avec le théâtre a lieu dans le secondaire, à une représentation par les New Zealand Players (en) - première compagnie théâtrale professionnelle du pays - de la pièce de George Bernard Shaw Sainte Jeanne, dans laquelle la comédienne Edith Campion, mère de Jane Campion, tient le rôle de Jeanne d'Arc. C'est cette performance, ainsi que le contenu d'une petite bibliothèque municipale qui comprenait notamment les textes d'œuvres dramatiques de Shaw et d'Oscar Wilde, qui cristallise son intérêt pour le théâtre.

### Mentorat en Australie et aux États-Unis
En 1964, elle déménage en Australie. Elle épouse en 1965 l'artiste peintre Geoffrey De Groen. C'est par son biais qu'Alma De Groen rencontre le cinéaste australien Sandy Harbutt (en), qui lit sa première pièce : The Sweatproof Boy. Harbutt persuade alors le directeur de théâtre Brian Syron (en), connu pour être le premier réalisateur aborigène de longs métrages, de lire le manuscrit de De Groen. Il devient alors pendant plusieurs années son mentor. Ses conseils et ses encouragements dispensés par lettres, ainsi qu'un voyage commun à New-York où il l'a emmenée à des pièces d'Off-Broadway, ont été essentiels à son développement en tant que dramaturge.

### Essor professionnel
La carrière de De Groen prend vraiment son essor alors qu'elle vit au Canada avec son mari Geoffrey, et sa fille, Nadine. Le Nimrod Theatre (en) de Sydney produit The Sweatproof Boy en 1972, dans une mise en scène de Richard Wherrett (en), qui dirigera la plupart de ses pièces à ses débuts. L'Australian Performing Group (en) produit la même année sa deuxième pièce, The Joss Adams Show à la Pram Factory (en) de Melbourne. Cette pièce-ci, ainsi que la pièce Betty Can Jump du collectif d'autrices Women's Theatre Group, est considérée comme faisant partie de la première expression de la Deuxième Vague du féminisme du théâtre de Melbourne.
Quand elle retourne en Australie en 1973, elle s'implique alors, d'abord en tant que dramaturge, au sein de l'Australian National Playwright's Conference, puis plus tard en tant que metteuse en scène.

### Œuvres notoires et reconnaissance critique
Son œuvre la plus connue est The Rivers of China (Les Fleuves de Chine), qui met en scène les derniers mois de vie de l'écrivaine néo-zélandaise Katherine Mansfield à l'institut de Georges Gurdjieff, créée à la Sydney Theatre Company en 1987. Cette pièce remporte deux Premier's Awards en 1988, celui de la Nouvelle-Galles du Sud et celui de l'État du Victoria, et figure parmi la liste des 200 meilleures œuvres littéraires d'Australie établie par la Société Australienne des Auteurs.
Dans son œuvre critique Belonging: Australian Playwrighting in the 20th Century, John McCallum décrit plutôt sa pièce The Woman in the Window (La Femme à la fenêtre) centrée sur le personnage historique de la poétesse Anna Akhmatova, comme le chef-d'œuvre de De Groen. Selon lui, ces deux pièces représentent « les premières grandes œuvres de science-fiction philosophique sérieuse écrites pour le théâtre en Australie ». La directrice du Tonic Theatre au Royaume-Uni, Lucy Kerbel, fait quant à elle figurer The Woman in the Window dans son guide des « Cent grandes pièces pour les femmes », 100 Great Plays for Women, destiné à réduire le fossé de représentation entre les hommes et les femmes sur les scènes de théâtre anglophones.
En 1998, Alma De Groen devient la première personne à être honorée du prix littéraire Patrick-White pour une œuvre dramatique. Le prix AWGIE du meilleur scénario pour la scène lui a été précédemment décerné en 1993 pour The Girl Who Saw Everything (La Fille qui avait tout vu).
Ses archives ont été acquises par l'Académie militaire d'Australie.

## Œuvres

### Théâtre
- The Sweatproof Boy
- The Joss Adams Show, dans Plays of the 70s, Currency Press, Redfern (Nouvelle-Galles du Sud), 1988, 224 p.  (ISBN 9780868195483)
- Perfectly All Right
- The After-Life of Arthur Cravan
- Chidley
- Going Home
- Vocations
- The Rivers of China, Currency Press, Redfern (Nouvelle-Galles du Sud), 1988, 82 p.  (ISBN 9780868191713)
- The Girl Who Saw Everything, Currency Press, Redfern (Nouvelle-Galles du Sud), 1993, 84 p.  (ISBN 9780868193458)
- Wildheart (co-scénariste et dramaturge avec la compagnie australienne Legs on the Wall)
- The Woman in the Window, Currency Press, Redfern (Nouvelle-Galles du Sud), 1999, 77 p.  (ISBN 9780868195933)
- Wicked Sisters, Currency Press, Redfern (Nouvelle-Galles du Sud), 2020, 84 p.  (ISBN 9781760623180)

### Télévision
- Going Home. Adaptation télévisuelle de la pièce, 1980
- Rafferty's Rules. Épisode « The Women » de la série, 1984
- Man of Letters. Adaptation du roman de Glen Tomasetti, 1984
- Singles. Épisode « Chris » de la série, 1988
- After Marcuse. Scénario télévisé original, 1989

### Radio
- Available Light, 1993
- Invisible Sun, 1994
- The Rivers of China (adaptation radio de la pièce), 1989
- Stories in the Dark (avec Ian Mackenzie), 1996 : nommé pour le Prix Italia d'Australie

## Récompenses
- 1985 : Prix AWGIE pour l'adaptation télévisée du roman Man of Letters de Glen Tomasetii
- 1988 : 
  - NSW Premier's Literary Award pour The Rivers of China
  - Victorian Premier's Literary Award, dans la catégorie Théâtre, décerné par Louis Esson (en), pour The Rivers of China
- 1993 : Prix AWGIE de la scène pour  The Girl Who Saw Everything
- 1998 : Prix Patrick-White pour l'ensemble de son œuvre

## Littérature critique
- The Plays of Alma De Groen - Elizabeth Perkins, Rodopi B.V., Amsterdam - Atlanta, GA, 1994  (ISBN 9789051837643)
- Post-colonial Drama: Theory, Practice, Politics - Helen Gilbert & Joanne Tompkins, Routledge, London, 1996  (ISBN 9780415090230)
- Plays of the 70s: Volume 1 - Katharine Brisbane, Currency Press, Sydney, 1998 (2012)  (ISBN 978-0-86819-548-3)
- Belonging: Australian Playwriting in the 20th Century - John McCallum, Currency Press, Sydney, 2009  (ISBN 9780868196589)
- Radical Visions 1968-2008: The Impact of the Sixties on Australian drama - Denise Varney, Rodopi B.V., Amsterdam - New York, NY, 2011  (ISBN 9789042033542)
- 100 Great plays for Women - Lucy Kerbel, Nick Hern Books Ltd, London, 2013  (ISBN 9781848421851)